# Reinhold Brendel

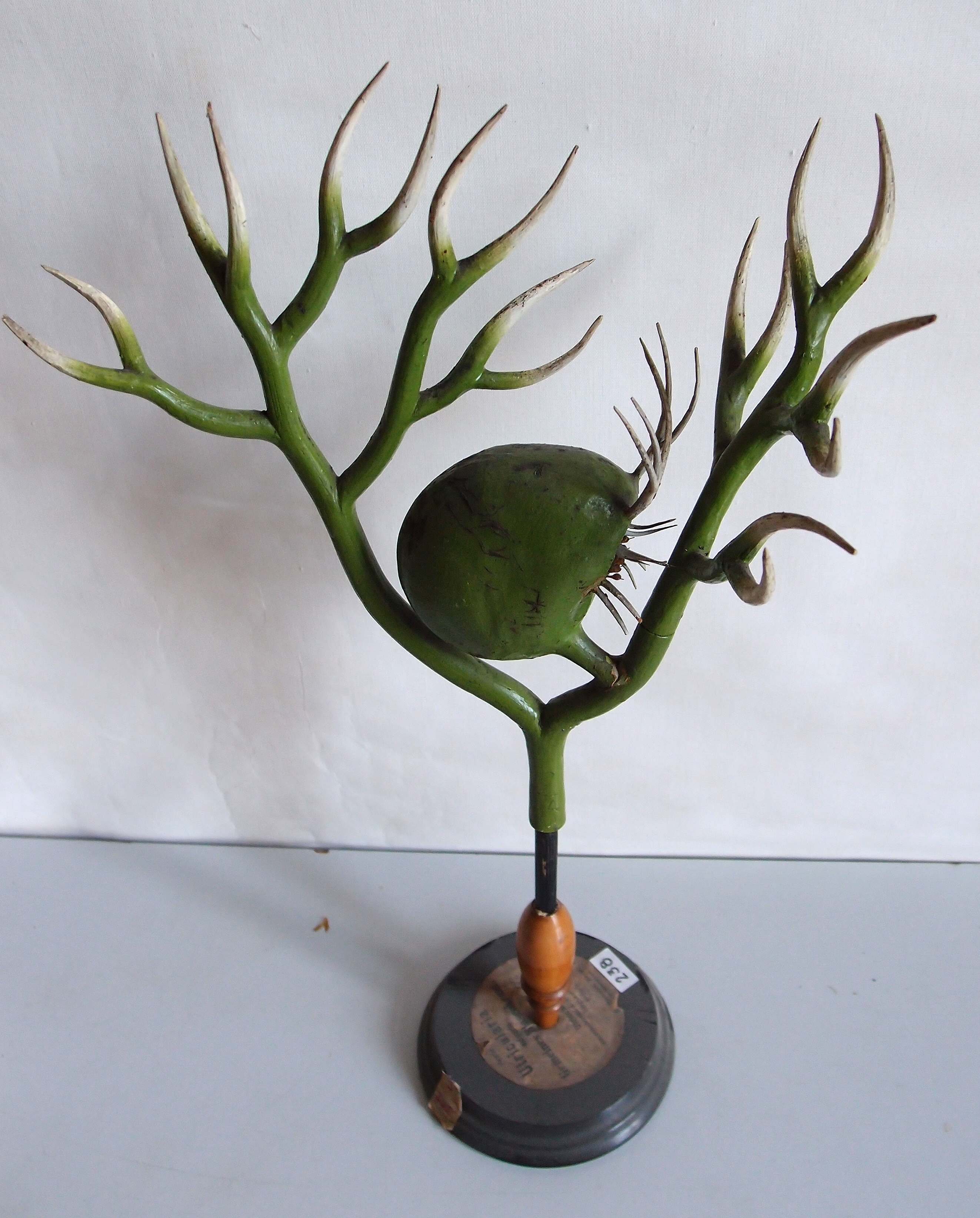
Brendel-Modell von Utricularia vulgaris (Gewöhnlicher Wasserschlauch), Botanisches Museum Greifswald

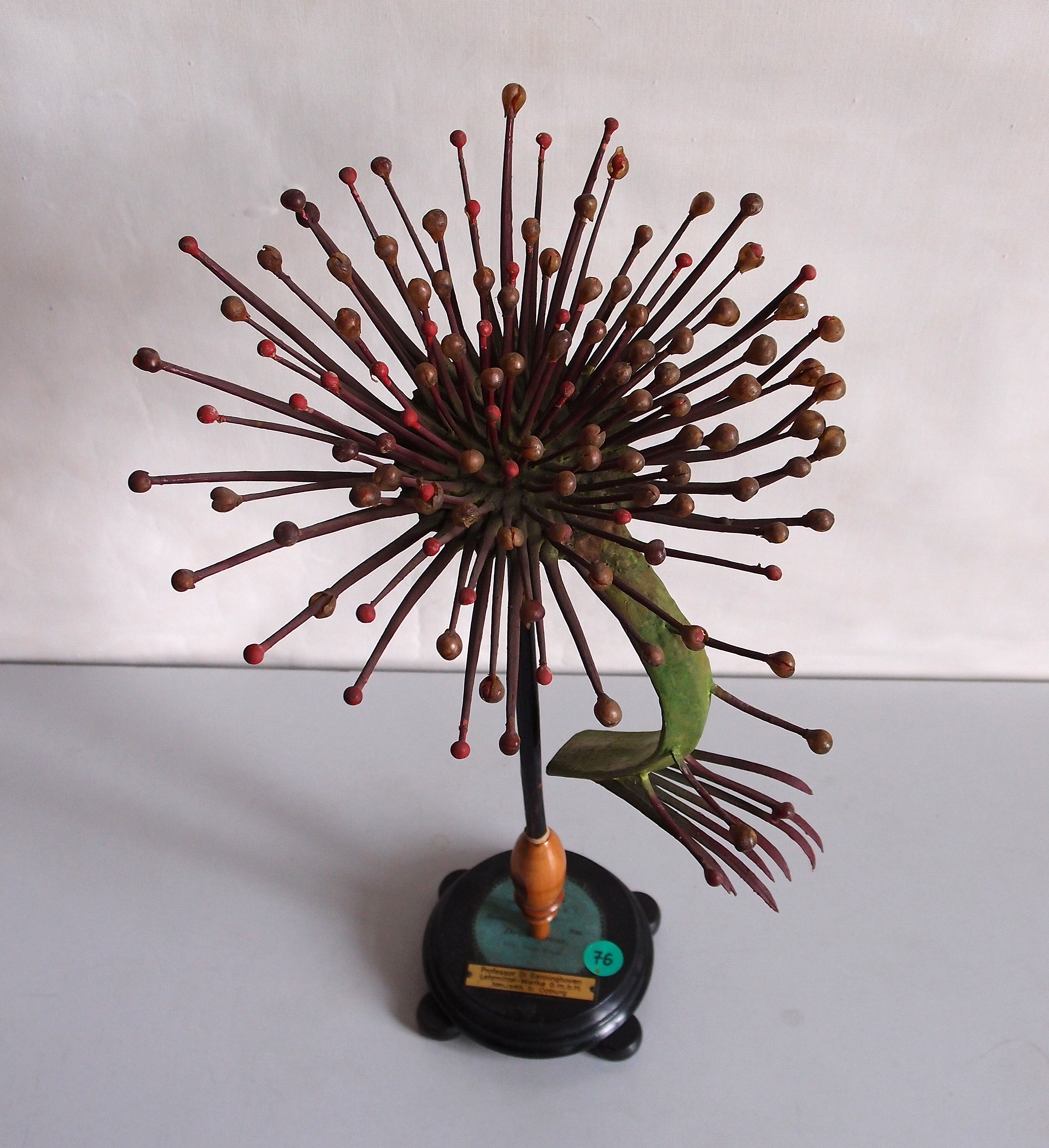
Brendel-Modell von Drosera (Sonnentau), Botanisches Museum Greifswald

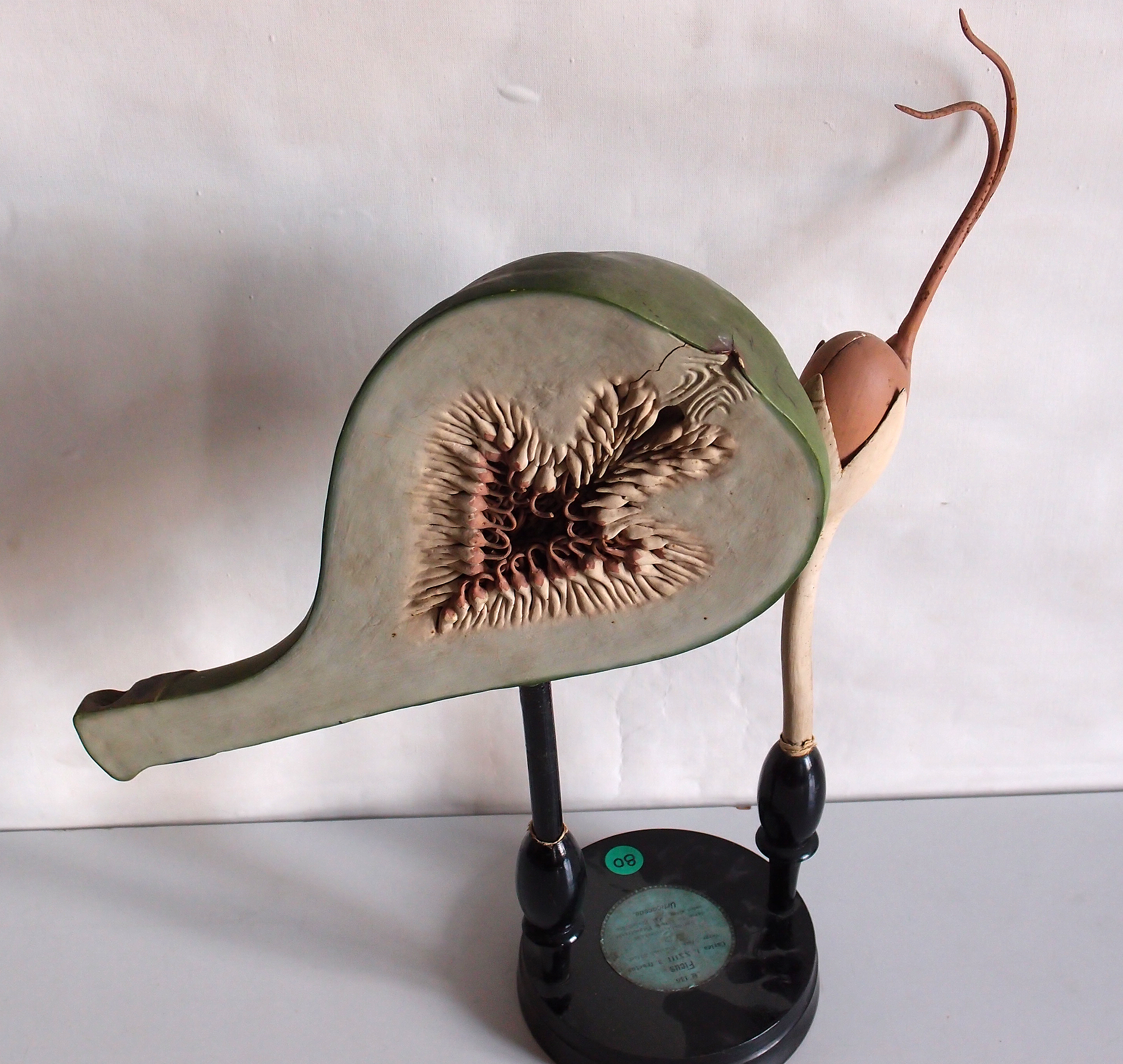
Brendel-Modell von Ficus carica (Echte Feige), Botanisches Museum Greifswald

Reinhold Brendel (* 1861 in Breslau; † 1927 in Liegnitz) war ein deutscher Unternehmer und Hersteller von Lehrmitteln und botanischen Modellen.

## Leben
Reinhold Brendel war ein Sohn des Unternehmers und Herstellers von botanischen Modellen Robert Brendel. Um das Jahr 1875 übersiedelte Robert Brendel mit seiner Firma von Breslau an den Kurfürstendamm 101 nach Berlin und 1885 erschienen die ersten vom Dozenten für Botanik an der Berliner Universität Alexander Tschirch verfassten umfangreichen wissenschaftlichen Erläuterungen zu den botanischen Modellen von Robert Brendel, wobei Tschirch die Modelle in den Katalogen nach dem erst wenige Jahre zuvor von August Wilhelm Eichler entwickelten System zur Klassifikation der Pflanzen ordnete.
In der Zeit um 1890 übernahm Reinhold Brendel die Firma von seinem Vater und führte sie in Berlin unter der Bezeichnung „Verlagsanstalt für Lehrmittel“ zunächst in der Ansbacherstraße 56 und dann in der Schillstraße 11 weiter. Im Jahr 1894 wurde Reinhold Brendel auf Vorschlag von Leopold Kny und Carl Alfred Müller als Mitglied in die von Nathanael Pringsheim geführte Deutsche Botanische Gesellschaft aufgenommen. Um das Jahr 1897 übersiedelte er mit seiner Lehrmittelhandlung in die Bismarck-Allee 37 in Berlin-Grunewald. Im Jahr 1925 ist die Firma in Neumarkt in Schlesien und 1930 im schlesischen Liegnitz angesiedelt. Wenig später verlieren sich die letzten Spuren der Lehrmittelhandlung. In der zweiten Hälfte des 20. Jahrhunderts produzierte die Firma Phywe in Göttingen noch botanische Modelle unter der Bezeichnung „Brendel-Modell“.
Brendel-Modelle wurden im Laufe der Zeit mit zahlreichen Medaillen und Auszeichnungen auf wissenschaftlichen Ausstellungen und Weltausstellungen prämiert. Botaniker wie Ferdinand Julius Cohn, Eduard Eidam, Leopold Kny, Carl Alfred Müller, Otto Müller, Alexander Tschirch und der Weinbaufachmann Emerich Ráthay wurden im Vorfeld der Herstellung einbezogen und erstellten Erläuterungen zu den jeweiligen Modellen.
International wurden Brendel-Modelle von den bedeutendsten Naturalienhändlern wie Václav Frič in Prag und James W. Queen & Company in Philadelphia gehandelt.
Die Brendel-Modelle zählen heute zusammen mit den Pilz-Wachsmodellen des österreichischen Botanikers Leopold Trattinnick, den Papiermaché-Modellen zur menschlichen Anatomie des französischen Anatomen und Modelleurs Louis Auzoux sowie den zoologischen und botanischen Glasmodellen des Leopold und Rudolf Blaschka zu den weltweit bedeutendsten naturwissenschaftlichen Modellen. 
Ausführungen aus der von seinem Vater Robert Brendel geprägten Breslauer Periode, die sich durch einen Sockel aus hellem Obstholz auszeichnen, gelten heute als absolute Raritäten. Bei den späteren Berliner Modellen hingegen besteht der Sockel in der Regel aus schwarz lackiertem Holz. Neben den eigenen Modellen wurden in den Brendel-Katalogen insbesondere auch diverse phytopathologische Modelle von Paul Osterloh (1850–1929) aufgenommen und vertrieben, die oft irrtümlicherweise Brendel zugeschrieben werden.